# Michael Kellner (Mediziner)
Michael Kellner (* 20. März 1962 in Ulm) ist ein deutscher Arzt, Psychiater und Psychotherapeut, Wissenschaftler und Hochschullehrer an der Universität Hamburg.

## Leben
Kellner studierte 1982 bis 1988 Medizin und Anthropologie an der Universität Ulm, 1989 wurde er dort zum Dr. med. promoviert. Bis 1996 war er ärztlich am Max-Planck-Institut für Psychiatrie in München-Schwabing tätig, baute dort die erste deutsche Angstambulanz auf und wurde Facharzt für Psychiatrie und Psychotherapie. Als Stipendiat der Deutschen Forschungsgemeinschaft verbrachte er 1996 und 1997 am Mount Sinai Hospital in New York City einen Forschungsaufenthalt mit dem Schwerpunkt Posttraumatische Belastungsstörungen. Danach wechselte er als Oberarzt an das Universitätsklinikum Hamburg-Eppendorf, übernahm die Leitung des verhaltenstherapeutisch und neurobiologisch orientierten Arbeitsbereichs Angstspektrumsstörungen, habilitierte 2001 über „Pharmakologische Symptomprovokationen bei Panik- und Posttraumatischer Belastungsstörung – psychopathologische und hormonelle Reaktionsmuster“ und bekam 2006 an der Universität Hamburg eine Professur verliehen. Von 2014 bis 2016 war er Chefarzt und Ärztlicher Direktor der psychosomatischen Fachklinik Chiemseeblick in Bernau-Felden, von 2016 bis 2021 Chefarzt der Klinik für Psychiatrie, Psychotherapie und Psychosomatik am Klinikum Herford. Alsdann war er Gründungschefarzt der Phoenixseeklinik Dortmund mit dem Schwerpunkt Depressionen und Streßfolgeerkrankungen. Seit 2022 leitet er die psychiatrisch-psychotherapeutischen Ambulanzen am Klinikum rechts der Isar der Technischen Universität München.

## Forschung
Kellner hat bislang weit über einhundert vornehmlich humanexperimentelle Originalarbeiten mit den Schwerpunkten Psychoneuroendokrinologie und experimentelle Psychopathologie von Patienten mit Angststörungen, Traumafolgestörungen, Depressionen und Zwangsstörungen veröffentlicht. Er konnte am Menschen nachweisen, dass atriales natriuretisches Peptid (ANP) eine hemmende Wirkung auf die Stresshormonsekretion der Hypothalamus-Hypophysen-Nebennierenrinden-Achse (mit dem Endprodukt Cortisol) zeigt, dass bei experimentellen Panikattacken, die ohne Cortisolanstieg einhergehen, ANP vermehrt ausgeschüttet wird und durch vorherige ANP-Gabe die Panikschwelle erhöht wird. Dadurch bietet sich ein Ansatzpunkt zur Entwicklung neuartiger, schneller als bislang wirksamer antipanischer Medikamente.
Mit seiner Arbeitsgruppe zeigte er, dass der Mineralocorticoid-Rezeptor (MR) im Gehirn die Stresshormon-Sekretion auch beim Menschen hemmend beeinflusst. Seine Untersuchungen an Patienten mit posttraumatischer Belastungsstörung, die oft erniedrigtes Cortisol haben, wiesen allerdings keine Veränderung der MR-Funktion auf. Aufgrund präklinischer Daten hypothesierte Kellner, dass insbesondere bei depressiven Störungen eine pharmakologische Modulation des MR hilfreich sein könnte. Erstmals konnte er mit seiner Gruppe bei Patienten mit einer klinischen Depression nachweisen, dass durch zusätzliche Gabe des MR-Agonisten Fludrocortison ein schnellerer Wirkeintritt von Antidepressiva erfolgt.
Mit verschiedenen Panik-auslösenden Stoffen, wie z. B. Laktat oder Cholecystokinin-Tetrapeptid, führte Kellner Studien an gesunden Probanden und Patienten durch. Das Potential dieses Forschungsansatzes für die Entwicklung neuer antipanischer Wirkstoffe und zur Charakterisierung der  Pathophysiologie von Panikattacken fasste er in einer wichtigen kritischen Übersichtsarbeit zur Modellvalidität dieser Strategie zusammen.